# 濱田徳昭
濱田 徳昭（はまだ のりてる、1929年（昭和4年）3月26日 - 1986年（昭和61年）11月18日）は、日本の音楽理論家、指揮者、音楽教育者、作曲家。姓は浜田と表記されることがある。

## 経歴
山口県山口市出身。1951年（昭和26年）文化学院卒業。
齋藤秀雄、諸井三郎らに幼時から音楽を学び、ピアノ・作曲・指揮法を個人教授で習得。1956年（昭和31年） - 1959年（昭和34年）成蹊グリークラブ指揮者。1958年（昭和33年）谷桃子バレエ団10周年記念公演で東京ジングアカデミーを指揮。1959年（昭和34年） - 1961年（昭和36年）広島大学音楽科交響楽団を指導。1961年（昭和36年）東北大学交響楽団を指揮。1963年（昭和38年） - 1965年（昭和40年）イタリア政府給費生としてローマでオーケストラ指揮を研修、1965年（昭和40年）ミラノで指揮者としてデビュー。
1965年（昭和40年） - 1975年（昭和５0年）東京楽友協会交響楽団指揮者。1968年（昭和43年） - 1972年（昭和47年）春まで早稲田大学グリークラブを指揮し、この間全ての東西四大学合唱演奏会及び定期演奏会に登場、第7回ジムリア合唱祭に参加しフランス・旧西ドイツ・イスラエル演奏旅行（1970年（昭和45年）7月1 - 25日）、第3回世界大学合唱祭に参加しアメリカ演奏旅行（1972年（昭和47年）4月6日 - 5月5日）、1970年（昭和45年）の東京六大学合唱連盟定期演奏会にも登場しており、実質的な常任指揮者であった。1969年（昭和44年）九州大学フィルハーモニー・オーケストラを指揮。1969年（昭和44年） - 1986年（昭和61年）北九州聖楽研究会音楽監督兼常任指揮者。1971年（昭和46年）全日本合唱コンクール東北合唱コンクール審査員。1971年（昭和46年） - 1973年（昭和48年）都民コールシューレ（合唱教室）指導者。1971年（昭和46年） - 1974年（昭和49年）九州芸術工科大学フィルハーモニー管弦楽団指揮者。1972年（昭和47年）浦和混声合唱団にてモーツアルト『レクイエム』を指揮（共演：東京学友協会交響楽団）。1973年（昭和48年）岩手県民オーケストラを指揮。1974年（昭和49年） - 1986年（昭和61年）カペラ・アカデミカ指揮者。
1975年（昭和50年）オリジナル楽器による合奏団「バッハ・コレギウム東京」（鈴木雅明が1990年（平成2年）に結成した「バッハ・コレギウム・ジャパン」とは別団体である）を結成、音楽監督に就く。バッハ・コレギウム東京には浩宮徳仁親王（当時：現・天皇徳仁）が参加、1976年（昭和51年）頃からヴィオラを師事する（1985年（昭和60年）ロンドンでの録音も存在している。後述）。オリジナルの古楽器による演奏の先駆けとして、また宗教曲・バロック音楽の大家として活躍する。1976年（昭和51年）全国各地の10の合唱団により「日本オラトリオ連盟」結成。1979年（昭和54年）大分市民合唱団ウィステリア・コールでヘンデル『メサイア』を指揮（共演：西日本バッハゾリスデン）。同年NHKホールで日本オラトリオ連盟バッハ『マタイ受難曲 BWV244』をエバンジェリスト：エルンスト・ヘフリガーにより指揮。客席には皇太子（当時：現・上皇明仁）一家が臨席していたという。1980年天皇徳仁の学習院大学卒業の際に東京文化会館で行われたバッハ・コレギウム東京・日本オラトリオ連盟バッハ『ミサ曲ロ短調 BWV232』では天皇徳仁が首席ヴィオラでコンサート・デビューし、この際にも客席に上皇・上皇后夫妻がいた。1980年、1982年、1985年の欧州公演でも成功を収めた。
広島大学、武蔵野音楽大学講師、九州芸術工科大学（現・九州大学芸術工学部）助教授を経て、明の星女子短期大学教授。教えを受けた者は、天皇徳仁の他、石川浩、西田美榮子、若林學、松田晃、矢島榮子、成毛敦、永井宏、中村雪武、萩原俊雄、飯浦直哉、熊谷晃、石見普二男、上埜孝などがいる。
日本演奏連盟評議員、日本オラトリオ連盟代表を務めた。
1986年（昭和61年）11月18日逝去。57歳没。

## 家族
- 祖父は現・東京音楽大学創始者の鈴木米次郎[34]
- 息子はコルネット奏者・リコーダー奏者の濱田芳通[34]

## ディスコフラフィー
- CD バッハ『マタイ受難曲 BWV244』濱田徳昭：指揮、バッハ・コレギウム東京、アカデミア・カントルム、東京ジングクナーベン、ソプラノ：村上雅英、鳥谷幸子、カウンターテナー：太刀川昭、テナー：エルンスト・ヘフリガー、西垣俊朗、バス：宮原昭吾、高井治 1985年12月録音、1988年2月5日発売 日本オラトリオ連盟 PCD-1011 - 3[35]
- CD バッハ『ヨハネ受難曲 BWV245』濱田徳昭：指揮、バッハ・コレギウム東京、アカデミア・カントルム、ソプラノ：村上雅英、カウンターテナー：太刀川昭、テナー：エルンスト・ヘフリガー、西垣俊朗、バス：宮原昭吾、渡部成哉 1985年12月録音、1988年2月5日発売 日本オラトリオ連盟 PCD-1014 - 5[36]
- CD バッハ『ミサ曲ロ短調 BWV232』濱田徳昭指揮、ソプラノ：勝本章子、コントラルト：永島陽子、テノール：西垣俊朗、バス：宮原昭吾、バロック・ヴィオラ：浩宮徳仁親王、バッハ・コレギウム東京：演奏、アカデミア・カントゥルム合唱団：合唱、1985年5月15日 ロンドン聖マーガレット・ウェストミンスター教会でのライヴ 1989年11月25日発売 日本オラトリオ連盟 PCD-1003 - 4[37][38][39]
- CD (1)モーツアルト『クラヴィーア協奏曲第二十番ニ短調』・(2)ベートーヴェン『ミサ曲ハ長調作品八十六』濱田徳昭指揮 東京ネオクラシック管弦楽団 [演奏](1)([合奏]:渡辺磨里) (2)([歌]:岩井里香[ほか] [合唱]:アカデミア・カントルム) 収録: 1986年6月7日 ゆうぽうと (簡易保険ホール) 東京 1995年9月8日発売 日本オラトリオ連盟 PCDZ-1053[40]
- LP バッハ『ミサ曲ロ短調』濱田徳昭指揮、日本オラトリオ連盟 ADAM[41]
- LP 現代日本混声合唱名曲集（オムニバス）中田喜直、高田三郎、石井歓、大中恩、磯部俶、三浦洋一、喜田容子、川村深雪、コールMeg、田中信昭、辻正行、山田一雄、浜田徳昭 King Records SKD-7022[42]
- 筑摩書房：世界音楽全集第10巻 室内楽１（発行日：1961年7月10日）ソノシート モーツアルト『セレナード第13番（アイネ・クライネ・ナハトムジーク）』、チャイコフスキー『アンダンテ・カンタービレ（弦楽四重奏曲第１番・第２楽章）』東響プロ・アルテ弦楽団[43]

## 書籍

### 図書
- マタイ受難曲 J.S.バッハ原曲 ; 浜田徳昭編 龍吟社[44]
- Matthew passion J.S Bach ; by Noriteru Hamada Ryuginsha 1982[45]

### 楽譜
- バッハ・ヨハネ受難曲 著者 浜田徳昭 龍吟社 1977年12月[46]
- Johannes passion J.S Bach ; by Noriteru Hamada Ryuginsha 1977[47]
- Hohe Messe H moll、 BWV 232 Bach ; hrsg. von Noriteru Hamada Ryuginsha 1981[48][49]
- Matthew passion J.S Bach ; by Noriteru Hamada Ryuginsha 1974[50]